# Révolte de Saint-Tite
La révolte de Saint-Tite (grec moderne : Eπανάσταση του Αγίου Τίτου) est une rébellion du XIVe siècle contre l'autorité de la république de Venise dans la colonie vénitienne de Crète. La rébellion est menée par des colons vénitiens protestant contre un nouvel impôt exigé par Venise. Ils s'allient aux Grecs de l'île, renversent les autorités vénitiennes officielles et créent un État indépendant, déclarant la Crète une république sous la protection de saint Tite : la « république de Saint-Tite ».

## Contexte
La Crète est sous domination vénitienne depuis 1211 après avoir été vendue à Venise par Boniface de Montferrat dans les suites de la quatrième croisade. En raison de sa situation centrale le long des routes commerciales, de sa taille et de ses produits, l'île possède une importance stratégique dans la domination vénitienne en Méditerranée orientale. La Crète occupée est divisée en fiefs formant une colonie : le duché de Candie (en italien : Regno di Candia) avec pour capitale la ville de Candie (aujourd'hui Héraklion). La terre est distribuée aux colons vénitiens (nobles et citoyens) à la condition qu'ils payent les impôts demandés par Venise, équipent les navires de guerre vénitiens et défendent l'île au nom de la patrie. Les Vénitiens dirigent la Crète principalement pour leur intérêt personnel, poussant les Crétois au travail forcé ou les enrôlant pour les guerres de la République. 
Entre 1207 et 1363, la Crète connaît 13 rébellions contre la domination vénitienne. La rébellion de Saint Tite, la quatorzième, est la première dans laquelle les colons latins sont activement impliqués aux côtés des Grecs.

## Révolte
Venise exige de ses colonies une importante participation à son approvisionnement alimentaire et au maintien de ses grandes flottes. Le 8 août 1363, les feudataires latins de Candie sont informés qu'une nouvelle taxe, destinée à soutenir l'entretien du port de la ville, a été levée par le Sénat vénitien. Comme la taxe est considérée comme plus avantageuse pour les marchands vénitiens que pour les propriétaires fonciers, une forte opposition naît parmi les feudataires. La nouvelle parvient rapidement aux oreilles du duc de Candie Léonard Dandolo, gouverneur de la colonie. Informé de l'attitude des feudataires, Dandolo en convoque vingt et insiste pour qu'ils se conforment à l'ordre du Sénat. Plus tard dans la journée, environ soixante-dix des feudataires se réunissent dans l'église Saint-Tite (du nom de Tite, saint patron de l'île) et décident d'envoyer trois représentants au duc, demandant que l'impôt soit suspendu jusqu'à ce qu'une délégation ait fait appel au Doge Lorenzo Celsi et au Sénat à Venise. Dandolo refuse de négocier et ordonne que le nouvel impôt soit payé sous peine de mort et de confiscation de leurs biens.
Le lendemain, des feudataires désobéissants prennent d'assaut le palais ducal et arrêtent Dandolo et ses conseillers. En une semaine, la révolte s'étend au reste de l'île et les commandants (recteurs) des principales villes sont remplacés par des hommes fidèles aux insurgés. Marco Gradenigo l'Ancien est nommé gouverneur et recteur de toute l'île. La figure de saint Tite est choisie comme emblème de la « commune de Crète ». Les Grecs sont admis au Grand Conseil et au Conseil des Feudataires, et les restrictions concernant l'ordination des prêtres grecs sont abolies.
La révolte de saint Tite n'est pas la première tentative de contestation de la domination vénitienne en Crète. Les rébellions fomentées par les nobles grecs essayant de retrouver leurs privilèges passés sont fréquentes, mais la révolte de Saint Tite est le premier soulèvement d'échelle « nationale ». De plus, la révolte de 1363 est unique en ce qu'elle est déclenchée par les colons eux-mêmes, qui s'allient avec les Grecs de l'île. Étant une colonie d'État, la Crète présente une administration fiscale imposée à la fois à la population latine et à la population indigène, créant ainsi le potentiel d'une sympathie et plus tard d'une alliance entre colons et colonisés. Cela est encore souligné par le fait qu'au moment de la révolte, les colons vivaient en Crète depuis deux ou trois générations et un processus d'acculturation avait rendu la culture locale plus familière que celle de Venise.

## Réaction de Venise
La nouvelle de la révolte parvient à Venise au début du mois de septembre. La Crète est l'une des principales possessions d'outre-mer de la république et le Sénat considère la révolte comme une menace sérieuse pour sa sécurité, comparable à celle posée par Gênes, son ennemi historique. Le sujet capital est transféré de la responsabilité du Sénat à celle du Collège, plus puissant. La première réaction de Venise est de tenter une réconciliation et une délégation est envoyée à Candie dans l'espoir infructueux que les colons redeviendraient fidèles à la République.
Après l'échec de cette tentative, Venise mobilise une armée pour réprimer la révolte. Des demandes d'aide sont adressées au pape Urbain V, au doge de Gênes, à Jeanne Ier de Naples, à Pierre Ier de Chypre, à Louis Ier de Hongrie, à Jean V Paléologue et au grand maître des chevaliers Hospitaliers de Rhodes. La plupart répondent positivement à l'appel, exprimant leur soutien et publiant des décrets enjoignant leurs sujets à éviter tout contact avec les insurgés de Crète. Le gouvernement vénitien assigne la direction de l'armée au condottiere véronais Luchino dal Verme. 
Prévenus de la mobilisation de l'armée vénitienne, les insurgés envoient une délégation à Gênes, demandant de l'aide et lui offrant le contrôle de la Crète. Les Génois tiennent leur promesse de neutralité et refusent d'intervenir, obligeant la délégation à quitter Gênes les mains vides.  
Le 10 avril 1364, la flotte expéditionnaire vénitienne quitte Venise emportant à son bord 1000 cavaliers et 2000 fantassins comprenant des sapeurs de mine tchèques et des engins de siège.  
Les 6 et 7 mai 1364, avant le retour de la délégation envoyée à Gênes, les forces vénitiennes jettent l'ancre dans la Baie de Fraskia et débarquent sur la plage de Palaiokastro, à quelques kilomètres de Candie. Les soldats marchent vers l'est en direction de la cité et, face à peu de résistance, réussissent à reprendre la ville le 10 mai. Marco Gradenigo l'Ancien et deux de ses conseillers sont exécutés tandis que la plupart des chefs rebelles fuient vers les montagnes. Après avoir récupéré le contrôle de l'île, les forces vénitiennes prennent des mesures punitives pour décourager toutes futures révoltes et des récompenses sont offertes pour la capture des insurgés fugitifs. Ceux qui avaient participé à la révolte sont bannis de tout territoire vénitien et leurs propriétés sont confisquées.  

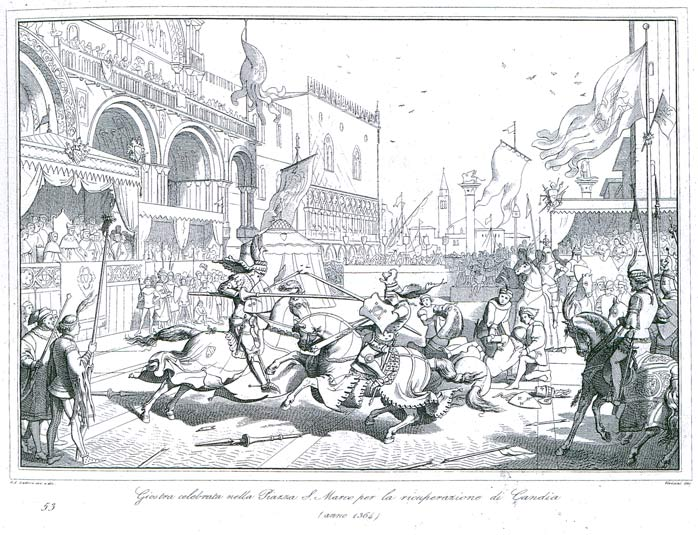
Illustration d'une joute sur la Place Saint-Marc lors des célébrations de la récupération de la Crète (par Giuseppe Lorenzo Gatteri, 1863).

La nouvelle de la victoire parvient à Venise en juin 1364 et est accueillie par des célébrations prolongées sur la Piazza San Marco, décrites par Pétrarque dans une lettre. Les célébrations comprennent des simulacres de batailles, des banquets, des jeux, des courses et des joutes. Après la révolte, un nouveau fonctionnaire, le Capitaneus, est nommé en Crète avec le devoir de protéger la domination vénitienne contre tout ennemi intérieur ou étranger.

## Suites et révolte des Callergis
La reprise des principales villes ne marque pas pour autant la pacification de la Crète. Bien que la direction latine de la révolte ait été supprimée, plusieurs feudataires se cachent dans les montagnes et une partie importante de la noblesse grecque, soutenue par les paysans grecs, continue à harceler les forces vénitiennes et les colons. 
La principale résistance est menée par une famille noble grecque : les Callergis, qui résident dans la partie ouest de l'île. Ils arborent les insignes de l'empereur byzantin de Constantinople et proclament que leur lutte est pour la foi orthodoxe et pour la libération de la domination latine. Bientôt, toute la partie occidentale de la Crète est aux mains des insurgés, forçant les autorités vénitiennes à lancer une nouvelle campagne contre eux. 
À la demande du Doge, le pape déclare que la guerre faite contre les insurgés sera considérée comme une croisade, promettant la rémission des péchés à ceux qui offrent de combattre ou de soutenir la guerre en Crète. Les insurgés réussissent cependant à étendre leur domination plus à l'est, prenant le contrôle de la plupart des campagnes. Finalement, ce n'est qu'en 1368 et après plusieurs tentatives que la résistance est brisée et la domination vénitienne s'impose à nouveau sur l'île entière.